# 1872 en santé et médecine
| Années de la santé et de la médecine : 1869 - 1870 - 1871 - 1872 - 1873 - 1874 - 1875    |
| Décennies de la santé et de la médecine : 1840 - 1850 - 1860 - 1870 - 1880 - 1890 - 1900 |

Cet article présente les faits marquants de l'année 1872 en santé et médecine.

## Événements
- 15 février : le médecin américain George Huntington décrit les symptômes de la maladie de Huntington  lors d’une conférence prononcée à la Meigs and Mason Academy de Middleport[1].

- Timothy Lewis découvre la filaire dans le sang de populations indiennes[2], parasite qu'il appellera Filaria sanguinis humanis (Mansonella perstans).
- Le dermatologue hongrois Moritz Kaposi fait la première description de la maladie de Kaposi[3]. Il distingue le « lupus discoïde » du « Lupus érythémateux disséminé »[4].

## Publication
- 15 février : Paul Topinard présente à la Société d'anthropologie, au nom de la Commission permanente pour l'Océanie, son Étude sur les races indigènes de l'Australie[5].

## Naissances
- 21 avril : Charles Gandy (mort en 1943), médecin français.
- 4 octobre : Ernest Fourneau (mort en 1949), chimiste et pharmacologue français.
- 22 décembre : Camille Guérin (mort en 1961), vétérinaire et biologiste français, auteur avec Calmette du BCG, vaccin antituberculeux.

## Décès

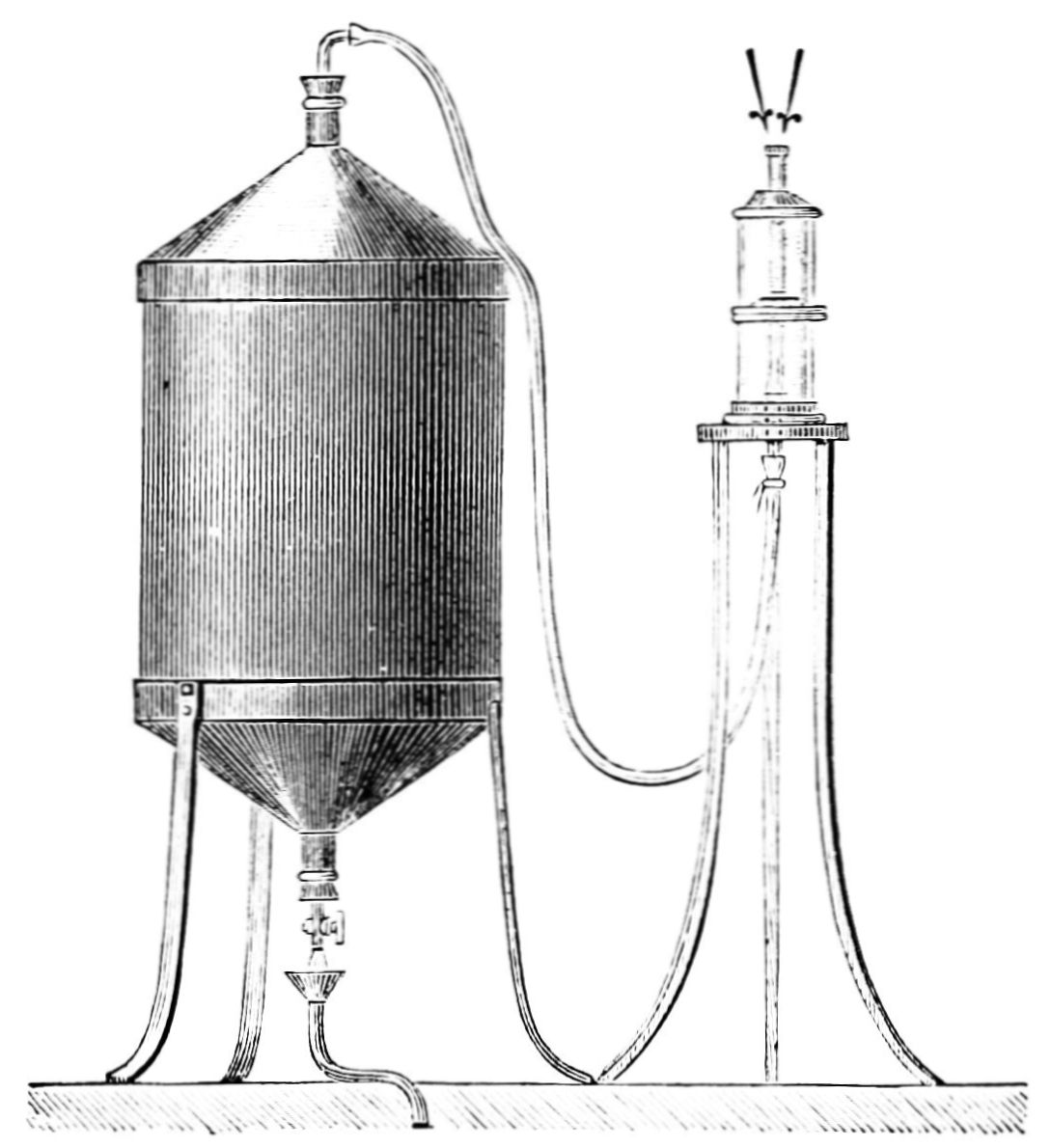
L'aéroscope de Pouchet

- 12 juin : Thomas Jerdon (né en 1811), médecin, botaniste et zoologiste britannique.
- 22 août : Pierre Charles Alexandre Louis (né en 1787), médecin français, considéré comme le père spirituel de la médecine basée sur la preuve[6].
- 24 octobre : Charles Daremberg (né en 1817), médecin, historien de la médecine et bibliothécaire français.
- 23 novembre : Félix Voisin (né en 1794), neuropsychiatre français.
- 6 décembre : Félix-Archimède Pouchet (né en 1800), médecin et biologiste français, adversaire des thèses de Louis Pasteur[7].

## Référence
1. ↑  Gillian Bates, Peter S. Harper, Lesley Jones, Huntington's Disease, Oxford University Press, 2002 (ISBN 9780198510604, présentation en ligne)
2. ↑  (en) Arthur Newsholme, The Story of Modern Preventive Medecine : Being a Continuation of the Evolution of Preventive Medicine, Baltimore, Williams and Wilkins, janvier 1929 (présentation en ligne), p. 136 (réédition en fac-similé, Routledge « Revivals », 2015 (lire en ligne).
3. ↑  François Pebret, Maladies infectieuses - toutes les pathologies des programmes officiels des études médicales ou paramédicales, Heures de France, 2003 (ISBN 9782853852470, présentation en ligne)
4. ↑  Dan Lipsker, Jean Sibilia, Lupus érythémateux, Elsevier Masson, 2013 (ISBN 9782294732065, présentation en ligne)
5. ↑  Paul Topinard, « Étude sur les races indigènes de l'Australie », Bulletins de la Société d'anthropologie de Paris, 2e série, vol. 7, no 1,‎ 1872, p. 211-327 (lire en ligne).
6. ↑  « Louis, Pierre Charles Alexandre (1787-1872) », BNF 10697671.
7. ↑  « Pouchet, Félix-Archimède (1800-1872) », BNF 12504273.